# Emmylou Harris
Emmylou Harris (Birmingham, Alabama, 2 de abril de 1947) é uma cantora e compositora estadunidense de música country, folk e alternativa. Sua voz de soprano torna-a uma das mais distintas cantoras da música popular dos Estados Unidos.

## Biografia
Nascida em família de militares, Emmylou passou a infância e adolescência mudando de cidade em cidade, entre os estados de Alabama, Carolina do Norte e Virgínia. Enquanto estudava teatro na University of North Carolina, ela aprendeu a tocar músicas de Bob Dylan e Joan Baez. Em seguida, mudou-se para Nova York, para dedicar-se apenas à música. Trabalhou como garçonete e apresentou-se em clubes folk. Casou-se em 1969 com o compositor Tom Slocum e, nesse mesmo ano, lançou seu primeiro álbum, Gliding Bird, depois renegado (algumas fontes dão o ano de 1968).
Divorciando-se em seguida, e com uma filha para criar, Emmylou retornou para a casa dos pais, a essa altura donos de uma fazenda perto de Washington, D.C. Logo formou um trio e voltou a tocar. Em 1971, enquanto se apresentavam em um pequeno clube, foram descobertos por Chris Hillman, ex-The Byrds, à época na banda de country rock Flying Burrito Brothers. Hillman indicou Emmylou a Gram Parsons, que precisava de uma vocalista. Emmylou participou dos dois discos de Parsons, G.P. (1972) e Grievous Angel (1973) e de uma turnê que rendeu preciosos duetos entre os dois. Com a morte de Parsons ainda em 1973, Emmylou regressou a Washington e formou a Hot Band, com quem finalmente gravaria seu primeiro disco por uma grande gravadora, o aclamado Pieces of the Sky, em 1975. O álbum foi produzido por Brian Ahern, com quem se casaria logo depois.
Com a Hot Band, em suas várias formações, Emmylou gravou a maioria de seus discos seguintes até Brand New Dance, de 1990. A banda revelou os músicos Ricky Skaggs, famoso nos círculos bluegrass e Rodney Crowell, compositor cuja importância transcende a música country, além de ter contado com nomes famosos, como James Burton, o lendário guitarrista de Elvis Presley.
Com o fim da Hot Band, Emmylou formou a acústica The Nash Ramblers, com quem gravou o álbum ao vivo At The Ryman, em 1993. A essa altura, Emmylou já era dona de um prestígio invejável nos meios musicais e já vendera milhões de discos, mas ao invés de sossegar, ela procurava novos caminhos e, em 1995, lançou o seminal Wrecking Ball. Produzido por Daniel Lanois, que já trabalhara com Bob Dylan, U2 e Peter Gabriel, o disco é o resultado de muita ousadia e experimentalismo, com seus climas etéreos e ausência de fórmulas fáceis.  Em 2000 saiu o premiado (com o Grammy de Melhor Disco de Folk Contemporâneo) Red Dirt Girl, o primeiro só de composições próprias desde The Ballad of Sally Rose, de 1985. Seu mais recente registro é All the Roadrunning, de 2006, uma descontraída colaboração com o amigo Mark Knopfler.

## Discografia
Apesar de colocada, para fins de referência, no gênero country, Emmylou transita igualmente pelo folk, country alternativo, rock e, ocasionalmente pelo pop. Sempre interessada pelas raízes da música americana, seus discos quase sempre contêm antigas canções folclóricas, canções gospel e bluegrass. Além de compor, cada vez com mais intensidade, Emmylou gravou praticamente todos os grandes compositores de música popular, de Bob Dylan a Lennon-McCartney, passando por Bruce Springsteen, Hank Williams, Steve Earle, Louvin Brothers, Neil Young, Johnny Cash.
Outra característica sua é a disponibilidade para participar em projetos de outros artistas. Com isso, ela já gravou com nomes tão díspares quanto Sheryl Crow, Ralph Stanley, Marianne Faithfull, Roy Rogers, Beck, Dave Matthews, Bob Dylan, John Denver.
Abaixo estão listados apenas os álbuns de carreira.
1. Gliding Bird (Jubilee) 1969
2. Pieces of the Sky (Reprise/Warner Bros.) 1975
3. Elite Hotel (Reprise/Warner Bros.) 1975
4. Luxury Liner (Warner Bros.) 1977
5. Quarter Moon in a Ten Cent Town (Warner Bros.) 1978
6. Blue Kentucky Girl (Warner Bros.) 1979
7. Light of the Stable (X-mas album) (Warner Bros.) 1979
8. Roses in the Snow (Warner Bros.) 1980
9. Evangeline (Warner Bros.) 1981
10. Cimarron (Warner Bros.) 1981
11. Last Date (Warner Bros.) 1982
12. White Shoes (Warner Bros.) 1983
13. The Ballad of Sally Rose (Warner Bros.) 1985
14. Thirteen (Warner Bros.) 1986
15. Angel Band (Warner Bros.) 1987
16. Trio (Warner Bros.) 1987 (com Dolly Parton e Linda Ronstadt)
17. Bluebird (Reprise/Warner Bros.) 1989
18. Brand New Dance (Reprise/Warner Bros.) 1990
19. At the Ryman (Warner Bros.) 1992
20. Cowgirl's Prayer (Elektra/Warner Bros.) 1993
21. Wrecking Ball (Asylum/Warner Bros.) 1995
22. Nashville Country Duets (Sundown) 1996 (com Carl Jackson)
23. Spyboy (Eminent) 1998
24. Trio II  (Elektra) 1999 (com Dolly Parton e Linda Ronstadt)
25. Western Wall: The Tucson Sessions  (Elektra) 1999 (com Linda Ronstadt)
26. Red Dirt Girl (Nonesuch/Warner Bros.) 2000
27. Stumble into Grace (Nonesuch/Warner Bros.) 2003
28. All the Roadrunning (Mercury Records) 2006 (com Mark Knopfler)
29. All I Intended to Be (Nonesuch Records) 2008
30. Hard Bargain (Nonesuch Records) 2011